# Arshad Iqbal Burki
Arshad Iqbal Burki (* 15. März 1984 in Peschawar) ist ein ehemaliger pakistanischer Squashspieler.

## Karriere
Arshad Iqbal Burki spielte erstmals 2001 auf der PSA World Tour und gewann auf dieser einen Titel. Seine höchste Platzierung in der Weltrangliste war Rang 52 im Januar 2004. Im Einzel stand er 2003 das einzige Mal im Hauptfeld der Weltmeisterschaft und erreichte die zweite Runde, in der er gegen Tommy Berden ausschied.

## Erfolge
- Gewonnene PSA-Titel: 1